# Saša Arsenovič
Aleksander (Saša) Arsenovič, slovenski podjetnik, politik in pravnik, 3. november 1966, Maribor
Je župan Mestne občine Maribor.

## Mladost, šolanje in šport
Rodil se je Aleksandru Arsenoviću st., veterinarju na Ptuju, in materi Alenki, kasneje sodnici v Mariboru. V Nemčiji je profesionalno igral tenis. Maturo je opravil na Prvi gimnaziji Maribor in nato študiral pravo.

## Podjetništvo in politika
V prej večinoma razpadajočih mariborskih mestnih hišah je ustanovil več restavracij in hotelov, med njimi Hotel Maribor in Restavracijo Rožmarin, poseduje tudi Žički dvor in Stari Radio.

### Položaj mariborskega župana
Na listi Stranke modernega centra je napovedal kandidaturo za župana na Lokalnih volitvah 2018. V prvem krogu je povedel 38,16 %, 2. decembra pa je v drugem krogu premagal Franca Kanglerja in bil izvoljen za župana Mestne občine Maribor. Kandidaturo je napovedal tudi za lokalne volitve leta 2022, na katerih sta se s Francem Kanglerjem uvrstila v drugi krog. V drugem krogu županskih volitev je Arsenovič zmagal z 61 % glasov in tako dobil drugi mandat za župana Maribora.

## Družina
Ima štiri otroke, dva iz prejšnjega zakona.

## Nagrade in priznanja
- 2017: Steletovo priznanje za obnovo kulturnih spomenikov in velik prispevek k revitalizaciji starega mestnega jedra Maribora[3]